# Chemin de fer transsaharien
 (décembre 2010).
Le chemin de fer transsaharien ou chemin de fer Méditerranée-Niger est un projet de traversée ferroviaire de l'empire colonial français de l’Afrique du Nord jusqu’à l’Afrique-Occidentale. Des propositions et des comités ont existé de la seconde moitié du XIXe siècle, comme la « mission Flatters » en 1881, jusqu'au régime de Vichy.

## Projet auXIXesiècle
Alors que le projet existe depuis quelque temps, en 1879, après en particulier la mission d'Adolphe Duponchel et la publication de son rapport, les autorités françaises envisagent de créer une nouvelle route commerciale avec l'établissement d'une ligne de chemin de fer entre l'Algérie et le Niger. Une commission d'étude est nommée par Charles de Freycinet, ministre des Travaux publics. Le lieutenant-colonel Paul Flatters mène une première mission d'exploration dans le Sahara en 1880, suivie d'une seconde au cours de laquelle il tombe, le 16 février 1881, dans une embuscade tendue par des Touaregs, où il périt avec son équipe.

## L'Office du Transsaharien
En 1911, le sénateur André Berthelot organise une nouvelle mission, en 1923, le conseil de la Défense nationale émet un avis favorable sur la question. Cinq ans plus tard, une loi crée un « Office du Transsaharien » qui adopte un tracé définitif, mais la crise économique des années trente ajourne le projet. 
À la veille de la guerre, l’opinion publique sur une liaison à travers le désert est divisée entre les adeptes de l’automobile et les défenseurs d’un train, les « transsaharistes ». La presse coloniale, favorable à l’automobile, évoque les difficultés techniques et les coûts énormes de la ligne – estimés à 600 000 francs par kilomètre – favorisant la construction des routes transsahariennes. 
Face à la guerre, l’état-major français presse pour la construction d’un chemin de fer qui permettrait un transport plus rapide des troupes coloniales vers la métropole. La presse militaire insiste sur l’intérêt économique d’une Afrique française ainsi unifiée, créant un « bloc énorme de cinquante millions d’habitants ». Un ouvrage consacré à ce sujet exalte une finalité du projet dépassant la simple liaison ferroviaire : « Grâce au Transsaharien, la France aura vraiment parachevé son œuvre coloniale, elle sera digne d’être considérée par ses enfants de couleur comme ce qu’elle est réellement : la mère patrie ». [réf. nécessaire]

## Les « Prestataires »
Trois mois après la déclaration de guerre à l’Allemagne, la IIIe République décide de relier les mines de Kenadsa dans le Sud Oranais au chemin de fer marocain pour un meilleur acheminement du charbon en métropole. Au même temps, deux mille étrangers sont mis à la disposition d’une Compagnie générale transsaharienne chargée d’entretenir les pistes à travers le désert. Pour ces travaux, on a recours aux prestataires des CTE (Compagnie de travailleurs étrangers). De nombreux républicains espagnols, membres des Brigades internationales et engagés pour la durée de la guerre sont mis à la disposition des chantiers. L'Espagnol Conrado Lizcano, arrivé début 1939 en Algérie à bord du pétrolier Campillo et interné au camp de Boghar, se souvient de son séjour dans un CTE à Colomb-Béchar :
« Notre nouvelle “profession” ce fut le pic, la pelle et la pioche. On nous envoya à quatre kilomètres de l’oasis pour enlever le sable d’une énorme dune pétrifiée de plus de 2 000 mètres de longueur. La température était étouffante, plus de 40° à l’ombre et l’eau rare et chaude. C’est là qu’ont commencé les dysenteries, les crises de paludisme, les vomissements et les forts maux de tête. (…) Notre campement moitié militaire et moitié ouvrier, consistait en trois douzaines de tentes Marabouts sous le soleil ardent, entourées par les sables, les pierres, les vipères et les tarentules. Plusieurs camarades furent piqués par ces énormes araignées dont le venin occasionnait de grosses enflures et de fortes douleurs ». [réf. nécessaire]
Au cours des années 1920 et 1930, les principaux promoteurs du transsaharien sont le député du Sénégal Blaise Diagne et le comte Édouard de Warren, président du Comité du transsaharien, fondé en 1927. 

## Sous Vichy
Après l’Armistice, le régime de Vichy étudie le projet d’une voie ferrée à travers le Sahara. Le 28 septembre 1940, dans une note adressée au directeur général de la SNCF, le ministre aux Communications Jean Berthelot lui demande un avis technique sur le projet, notamment sur les prix de revient des transports. L’armée d’armistice en AFN émet un avis favorable pour la construction de la totalité du projet, évoquant comme nécessaire une « armature interne de notre défense, de notre sécurité et de notre politique africaine ». En octobre 1940, l’amiral Platon, secrétaire d’État aux Colonies et Jean Berthelot se rendent en mission dans le désert et reviennent convaincus du projet. Pour Platon, ce projet contribue à se mieux placer dans la collaboration avec le Troisième Reich, comme il l’écrit au ministre des Finances : 
« La collaboration exige selon moi, que tout soit fait afin de lui apporter du côté français des éléments de puissance qui seuls peuvent éviter à la France d’en être réduite au rang de puissance de second ordre, et par conséquent nous donner des chances de faire de la collaboration autre chose qu’un travail de servitude ». [réf. nécessaire]
Dans un exposé du février 1941 adressé au chef de l’État, le général Weygand compare les trois moyens de transports (camion, avion, train) pour conclure que seul le rail peut assurer un grand tonnage et que seul le train dispose d’un combustible déjà sur place : le charbon des mines de Kenadsa. Pour Weygand, c’est une question du prestige impérial : 
« Le chemin de fer est la matérialisation puissante et coûteuse d’un courant commercial durable, dont la mise en œuvre en dehors de son indiscutable intérêt de prestige impérial, se justifiera commercialement par le trafic qu’il est raisonnable d’espérer ».[réf. nécessaire]
Le 22 mars 1941, Darlan soumet un rapport à Pétain et, le même jour, le Maréchal signe une loi pour la construction du chemin de fer transsaharien. Cette décision est saluée par la propagande vichyssoise qui proclame une ruée vers « l’or du Sahara », le charbon dont un gisement est découvert dans le Sud Oranais. Les travaux du premier tronçon allant de Bou Arfa à Kenadsa sont inaugurés le 26 mars en présence de Berthelot et de l’amiral Platon. Peu après sont mises en circulation des affiches propagandistes en Algérie, s’adressant aux colons et exaltant l’initiative du Maréchal :
« Le Transsaharien est le débouché indispensable de l’AOF sur la Méditerranée pourtant la IIIe République en avait discuté pendant cinquante ans sans arriver à prendre une décision. Un seul conseil de cabinet du maréchal Pétain a suffi pour la mise en œuvre immédiate des travaux. Colons, souviens-toi. »[réf. nécessaire]

## Réalisation du projet
Pour la réalisation de ce projet se constitue une nouvelle société, le réseau des chemins de fer Méditerranée-Niger, abrégé en « Merniger ». Une loi du 18 juillet 1941 attribue l’administration du Merniger à une direction placée sous l’autorité du ministère aux Communications. Elle prend pour siège Alger, avec des dépendances à Vichy et Dakar. Financés dans un premier temps par l’État, les coûts énormes obligent le Merniger fin 1942 à chercher des moyens auprès des investisseurs appelés à souscrire des obligations. En septembre 1942, le ministre des Finances admet l’émission d’un emprunt d’une valeur de 350 millions de francs, avec un amortissement prévu sur trente ans et des intérêts annuels garantis. Les coûts du Transsaharien se révèlent énormes : en 1942, on les chiffre à 1,5 million de francs par kilomètre, sur un total estimé à 5,7 milliards de francs. Malgré les frais d’occupation pesant lourdement sur le budget, Vichy n’hésite pas d’entreprendre une aventure coûteuse dans l’Empire. 
Pour l’achat des engins et des locomotives, le Merniger s’adresse aux États-Unis. Début 1941, Franklin Roosevelt s’engage à contribuer au ravitaillement de l’Afrique du Nord dans le cadre des accords franco-américains Murphy-Weygand. En juillet 1941, le Merniger passe une commande à une entreprise américaine d’une valeur d’un million de dollars. Dans une lettre, Maxime Weygand exige de Vichy une négociation favorable avec le gouvernement américain à ce sujet et demande un règlement en dehors des crédits alloués pour l’AFN. Une autre note indique que pour l’achat de traverses, le Merniger s’adresse à une entreprise au Portugal, et les Affaires étrangères remarquent que le consulat américain n’a soulevé « aucune objection ». Finalement, le constructeur américain Caterpillar livre tous les engins pour le Transsaharien, dont de nombreuses remorques, grues, tracteurs et douze locomotives.
Le projet est échelonné sur six ans, à une cadence d’un kilomètre par jour : après un programme d’études, on procède à la construction de la plateforme et la pose des rails. Le premier tronçon – presque deux mille kilomètres à travers le Sahara – est prévu jusqu’à Gao au Mali, le second tronçon devait longer le Niger jusqu’à Bamako. Le troisième tronçon devait partir de Bamako à travers le Sénégal jusqu’à Dakar : ainsi, les plus importants ports de l´empire français, Alger et Dakar, seraient reliés par 3 650 kilomètres de rail. Dans une conférence, la direction du Merniger indique quelques détails techniques : on prévoit la mise en circulation des trains jusqu’à trois mille tonnes, tirés par des locomotives Diesel sur une voie large de 1,44 mètre. En contournant les grandes dunes (Ergs), le tracé nécessite peu d’ouvrages d’art, le reste de la voie est posé sur une plate-forme élevée de quelques centimètres évitant ainsi l’ensablement. Les pierres destinées au ballastage sont trouvées sur place, quant à l’eau, plusieurs puits sont en forage. 
Les travaux débutent à deux endroits : d’une part, la section entre Bou Arfa au Maroc et Kenadsa commencée sous la IIIe République, d’autre part à partir de Colomb-Béchar vers le Sud. Les engins tombant souvent en panne sous la chaleur, la plupart des travaux se font à la main. En juillet 1941, quarante kilomètres sont posés à Bou Arfa, mais le chantier de Colomb-Béchar est en retard avec seulement quatre kilomètres. Dans un exposé[réf. nécessaire], le directeur du Merniger constate qu’il faut « quadrupler » les moyens si l’on veut atteindre l’objectif de cinq cents kilomètres par an. Un autre rapport indique que les travaux rencontrent d’énormes problèmes techniques, climatiques et de main-d’œuvre :
« Le ballastage et la pose de voie sont des opérations demandant avec le mode actuel d’exécution pas mal de main-d’œuvre et restent les points délicats surtout dans le tronçon sud. Il est difficile de maintenir la cadence du chantier. Les conditions climatiques deviennent pénibles, le vent de sable souffle fréquemment, le personnel de toute grade travaille depuis un an et demi sans interruption, il y a avec la main-d’œuvre prestataires des incidents (grève d’une matinée), la main-d’œuvre indigène s’est raréfiée par suite de l’abondance des récoltes marocaines ».[réf. nécessaire]
Le manque de rails représente un autre problème et la SNCF, mise à contribution pour leur fourniture, se voit obligée de démonter de nombreuses lignes à voie unique en métropole, notamment dans le Midi. Cette mesure provoque des réclamations des habitants, afin de justifier ce démontage, Berthelot appelle dans Le Petit Parisien à la solidarité avec l’Afrique du Nord : 
« Pour construire les 200 kilomètres de voies de Kenadsa, je suis obligé de déposer en France, sur les lignes secondaires, la même quantité de rails. Certes, cette opération provoque des réclamations. Mais les gens de Mirepoix, de Castera-Verduzan, auxquels on relève leur chemin de fer, sauront que ces rails sont nécessaires à la vie nord-africaine, alors qu’ils peuvent s’en passer, ils ne récrimineront plus ».[réf. nécessaire]
Le 8 décembre 1941, Berthelot inaugure le premier tronçon terminé entre Bou Arfa et Kenadsa. Le cortège officiel, accompagné d’une fantasia, prend place dans un train qui aurait parcouru la distance à la vitesse de 100 km/h. Cependant, l’article d’un journal conservé aux archives juives dresse un tout autre bilan des travaux.[réf. nécessaire] Il déplore que le Merniger ait simplement terminé le tronçon déjà commencé par la IIIe République, et dénonce la hâte avec laquelle on a engagé le tronçon partant de Colomb-Béchar :
« Dès le début de 1942, on augurait à grand fracas la section Bou Arfa. Si l’on croit les mauvaises langues, elle aurait été bien hâtivement construite : on y a eu déjà bien des mécomptes avec les oueds dont certains se sont refusés à passer sous les ponts établis à leur intention. On a construit de superbes gares, telle celle de Menabbah qui se sont trouvées d’une utilité discutable quand on a dû s’apercevoir qu’il n’existait ni puits ni source. (…) C’est avec plus de hâte encore que l’on attaqua le tronçon vers Béni Abbès . (…) Mais on finit par rencontrer un cours d’eau d’importance : le Oued Guir, cet immense fleuve qui, en hiver, roule ses eaux descendues des sommets. Nos ingénieurs vichyssois ne se sont pas laissés arrêter pour si peu. Le Transsaharien passera le Guir à gué : on interrompra son trafic quand la crue aura emporté la voie que l’on rétablira une fois l’eau écoulée. Ces messieurs n’ont-ils pas su que ces crues se reproduisent chaque année en novembre et en mars et qu’elles sont parfois si formidables qu’elles interdisent toute circulation pendant un mois ? » [réf. nécessaire]
Quant à la main-d’œuvre, le Merniger hérite des ouvriers des CTE qu’il complète avec les internés des camps. Plusieurs vagues de déportations d’internés de la métropole sont acheminés vers les chantiers du Transsaharien. Selon une note interministérielle de fin 1940[réf. nécessaire], le Transsaharien représente une « occasion unique d’éliminer de France une main-d’œuvre en excédent de besoins ». En mars 1941, le garde des Sceaux et le secrétariat d’État aux Colonies s’entendent sur l’envoi d’internés pour les chantiers du Transsaharien, et Charles Platon écrit qu’il y a là une « occasion d’utiliser les Espagnols dans les camps spéciaux ». Un mois plus tard, le chef de la police des étrangers, Yves Fourcade propose également d’employer les internés pour le Transsaharien. [réf. nécessaire]
Début 1941, le Merniger dispose de mille étrangers engagés pour la durée de la guerre – dont de nombreux juifs –, de deux mille travailleurs espagnols des Groupements de travailleurs étrangers (GTE) et de deux mille travailleurs nord-africains. Les étrangers perçoivent le prêt militaire, les Nord-Africains douze francs par jour. Cependant, un exposé de la direction du Merniger précise que la moitié des étrangers est indisponible à cause des maladies. La condition humaine est qualifiée « plus que précaire », et on déplore un « gaspillage » de la main-d’œuvre. Par conséquent, le directeur propose de soumettre les travailleurs par contrat directement à son entreprise :
« Les ex-légionnaires et notamment les Israélites ne sont vraiment pas faits pour ce travail dur, au contraire, la main-d’œuvre espagnole parait donner des résultats particulièrement satisfaisantes. (…) Nous estimons donc que, il conviendra de libérer (…) les ex-légionnaires (et) de modifier le régime des prestataires espagnols en admettant la forme de contrat d’ouvrier complet (recrutement, intendance, habillement, sanitaire, loisirs) que greffer sur le Méditerranée-Niger une entité administrative ayant des pouvoirs de police ». [réf. nécessaire]
Finalement, la logique économique d’une entreprise l’emporte sur cette « entité administrative » issue de la politique d’exclusion de Vichy. Au lieu d’employer des étrangers affamés, en loques et souvent malades, on insiste sur la création d’un service de la main-d’œuvre propre à l’entreprise. Dans une lettre, un directeur adjoint du Merniger constate que plusieurs agents d’encadrement sous la tutelle du gouverneur général ont commis des « fautes graves » : par conséquent, il préconise que sa société prenne en charge les ouvriers. Plusieurs cadres sont licenciés, dont un sous-directeur soupçonné d’avoir joué un rôle discutable dans le traitement des Espagnols. Après ce remaniement, Weygand rapporte à Vichy au sujet des travailleurs un retour à des « pratiques saines ». 
Après le débarquement allié en novembre 1942, le régime des travailleurs du Transsaharien est de nouveau modifié. Alors qu’ils attendent leur libération, promis après une visite des Alliés sur les chantiers, l’amiral Darlan, devenu haut commissaire en AFN, les soumet au décret d’avril 1939 imposant des prestations pour les bénéficiaires d’asile, déjà pratiquées par la IIIe République : ils redeviennent prestataires. De plus, Darlan les met devant l’alternative de signer un contrat pour le Transsaharien ou d’émigrer au Mexique. Face à ce choix, seule une minorité signe pour le Transsaharien ou part pour le Mexique, la plupart restent dans les camps en tant que requis, au même titre que les Français touchés par le Service du travail obligatoire. En décembre 1942, ils mènent même une grève réprimée par l’armée qui envoie les meneurs dans une section disciplinaire.
Début 1943, les camps du Transsaharien sont visités par deux députés communistes[réf. nécessaire], Henri Martel et Antoine Demusois qui rédigent un rapport sur la situation. En avril 1943, mille républicains espagnols, membres des Brigades internationales et réfugiés antifascistes se trouvent encore à Colomb-Béchar. En tant que requis, ils touchent un vrai salaire journalier (70 francs), logent dans les baraquements de la compagnie et peuvent librement circuler. La nourriture et le service sanitaire sont améliorés, seuls les vêtements restent en loques. Dans un entretien, un responsable du Merniger avoue aux députés que pendant deux années « on a épuisé ces gens, on a créé chez eux les conditions de haine contre les Français, parce qu’ils ont été traités comme des bêtes ». En conclusion, le rapport exige qu’ils soient enlevés du lieu qui pour eux fut « un enfer ». [réf. nécessaire]
Quant au bilan technique du Transsaharien, il demeure largement en deçà de la propagande vichyssoise : jusqu’à la Libération de la France, le Merniger termine la liaison entre Bou Arfa et Kenadsa, soit une longueur de 160 kilomètres. En revanche, sur deux mille kilomètres prévus à travers le Sahara, il ne réussit à poser – malgré le concours des centaines de travailleurs forcés – que 62 kilomètres de rails. En fin de compte, le projet prestigieux de Vichy se révèle un échec total. Après la Libération, le gouvernement provisoire termine les travaux avec l’aide des internés allemands et italiens jusqu’au barrage d’Abadla, soit 36 kilomètres de plus. Mais en 1949, une dernière mission envoyée par le ministère des Transports publics clôt définitivement le dossier du Transsaharien, qualifié de « non-sens ».[réf. nécessaire]

## Déconstruction de la ligne Béchar Oujda
Cette ligne qui passe de l'Algérie au Maroc a maintenant été déconstruite et ne fonctionne plus.
Les vues aériennes de Google Maps montrent que l'enlèvement des voies est partiel en certains endroits.[réf. nécessaire]